# فیلیپ اشنایدر
فیلیپ اشنایدر (انگلیسی: Philippe Schnyder؛ زادهٔ ۱۷ مارس ۱۹۷۸ ‏(۴۶ سال)) دوچرخه‌سوار اهل سوئیس است.